# Sven Krokström

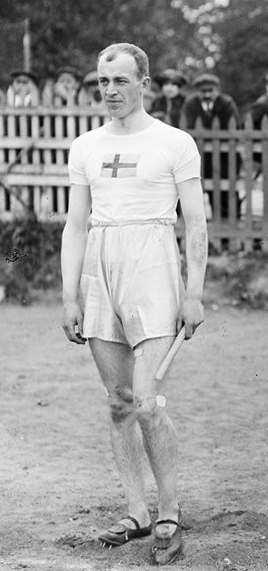
Sven Krokström, 1920

Sven Krokström (Sven Olof Krokström; * 2. Mai 1895 in Gävle; † 31. August 1971 ebd.) war ein schwedischer Sprinter.
Bei den Olympischen Spielen 1920 in Antwerpen wurde er Fünfter in der 4-mal-400-Meter-Staffel. Über 200 m erreichte er das Viertelfinale, und über 400 m schied er im Vorlauf aus.

## Persönliche Bestzeiten
- 200 m: 22,1 s, 11. Juli 1920, Stockholm
- 400 m: 50,4 s, 26. Juni 1920, Stockholm